# Свириди
Свири́ди, Свиридівці — село в Україні, у Сахновецькій сільській громаді Шепетівського району Хмельницької області. Населення становить 254 осіб.

## Історія
У 1906 році село Новосільської волості Ізяславського повіту Волинської губернії. Відстань від повітового міста 26 верст, від волості 3. Дворів 123, мешканців 722.
Колишній орган місцевого самоврядування — Новосільська сільська рада (Ізяславський район).

## Населення

### Мова
Розподіл населення за рідною мовою за даними перепису 2001 року:
| Мова       | Кількість | Відсоток |
| ---------- | --------- | -------- |
| українська | 253       | 99.61 %  |
| російська  | 1         | 0.39 %   |
| Усього     | 254       | 100 %    |